# Самара (баскетбольный клуб)

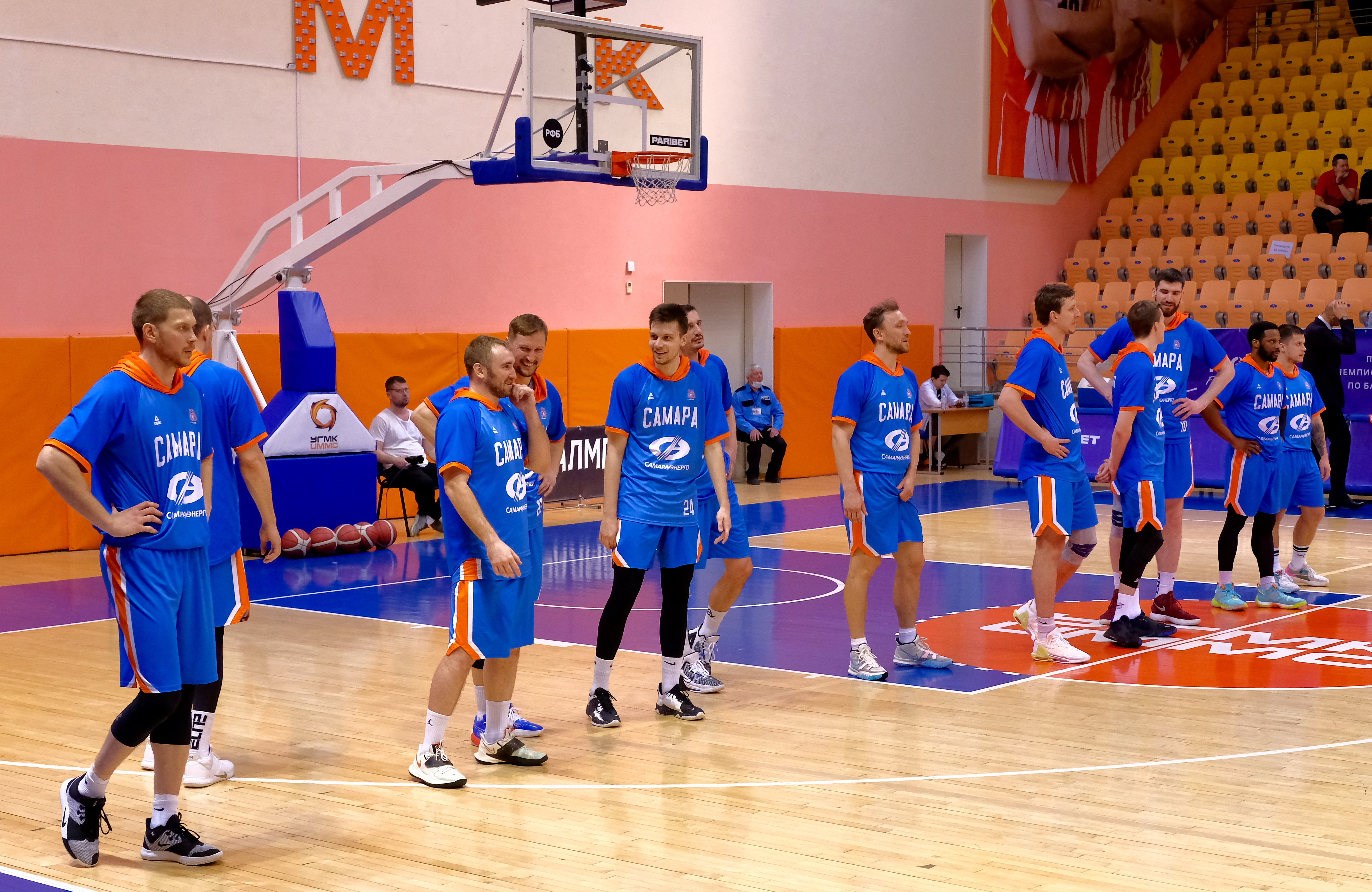
Команда в 2022 году

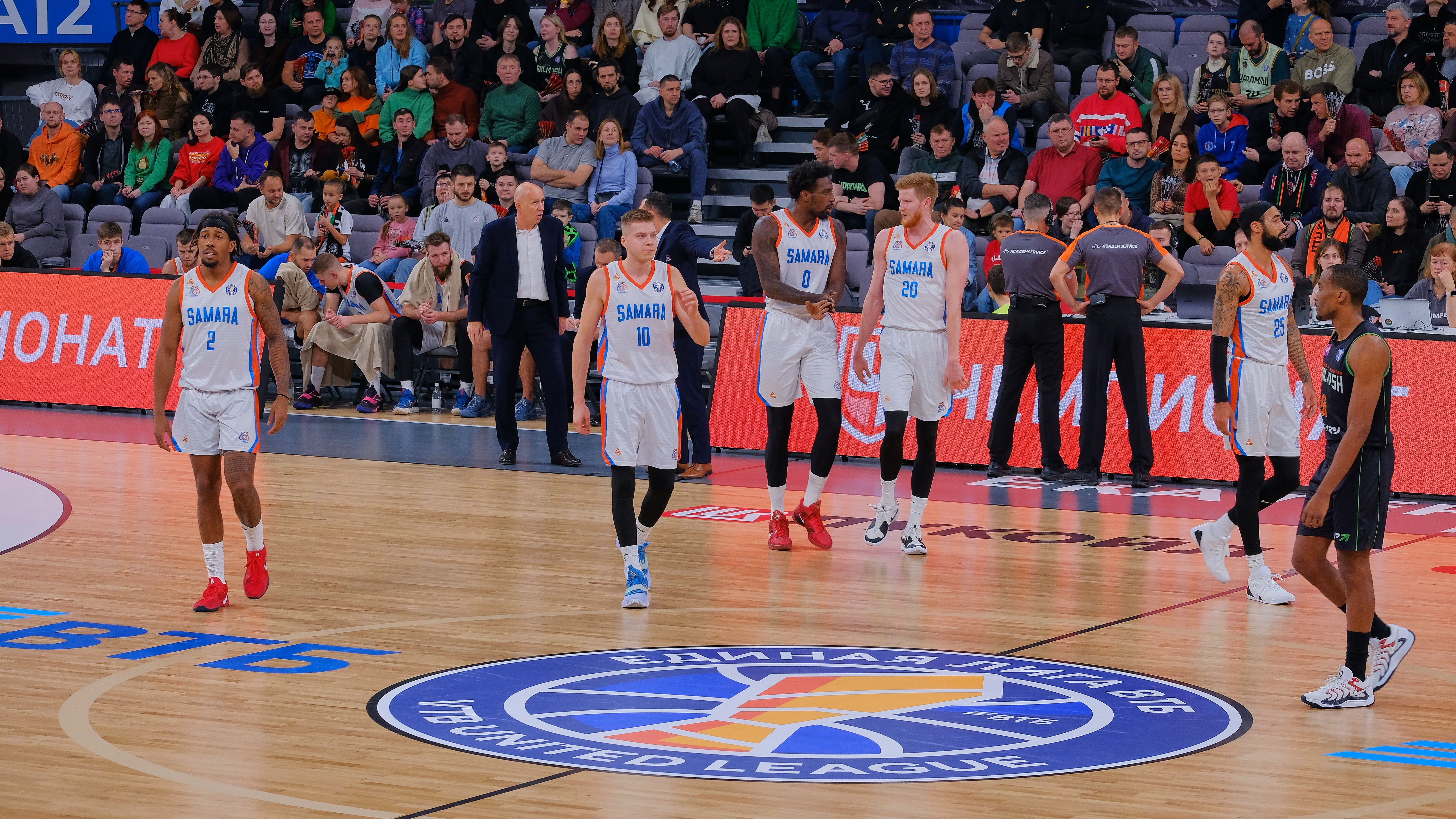
Команда в 2024 году

«Самара» — российский баскетбольный клуб из Самары. Выступает в Единой лиге ВТБ.

## История

### БК «Строитель»
В 1976 году в Тольятти была создана баскетбольная команда «Азот». После дебюта в 1977 году во втором эшелоне чемпионата СССР, команда перебазировалась в Куйбышев и получила название «Строитель». В 1981 году команда выиграла турнир первой лиги и получила единственную путёвку в высшую лигу. Долгие годы за «Строитель» выступал самый высокий центровой советского баскетбола Александр Сизоненко.
В 1992 году клуб выиграл серебро первого чемпионата России, пропустив вперёд только непобедимый ЦСКА.
В сезонах 1996/97 и 1997/98 выигрывал бронзу.

### «ЦСК ВВС — Самара»
В 2002 году губернатор Самарской области Константин Алексеевич Титов объявил о возрождении ЦСК ВВС и объединении его с БК «Самара». Новая команда получила название «ЦСК ВВС — Самара». В январе 2006 года руководством клуба на должность главного тренера был назначен заслуженный мастер спорта, Олимпийский чемпион Валерий Тихоненко. В сезоне 2008/09 «ЦСК ВВС-Самара» стартовал в Суперлиге А и европейском турнире Кубок Вызова.
Перед стартом нового сезона 2009/10 клуб объявил себя банкротом и был лишён права играть в Суперлиге А.

### Возрождение БК «Самара»
В 2011 году на базе Самарского государственного экономического университета клуб был возрождён под названием БК Самара-СГЭУ и на данный момент выступает в Суперлиге.
В 2012 в структуре клуба была возрождена мужская команда. В сезоне-2012/2013 она выступала в Высшей лиге чемпионата России (с января 2013 по май 2015 года под названием «Самара-СГЭУ»), а с 2013 года участвует в Суперлиге. Постепенно «Самара» стала одним из сильнейших клубов Суперлиги. В сезоне-2017/2018 команда под руководством Игоря Грачёва дошла до финала чемпионата, где лишь в решающем, пятом матче уступила титул «Спартаку-Приморье». А весной 2019 г., за весь плей-офф проиграв только один матч и в финале переиграв «Спартак», стали чемпионами. В сезоне-2019/2020 и 2021/2022 самарцы завоевали два раза Кубок России.
Руководство министерства спорта Самарской области заявило, что в будущем планирует возвращение в Единую лигу ВТБ команды из Самары.

## Достижения
Чемпионат России
- Серебряный призёр : 1992
- Бронзовый призёр (3): 1992/1993, 1996/1997, 1997/1998

Суперлига
- Чемпион (2): 2018/2019, 2020/2021
- Серебряный призёр : 2017/2018

Кубок России
- Обладатель (2): 2019/2020, 2021/202
- Бронзовый призёр : 2020/2021

Кубок ФИБА
- Обладатель : 2006/2007

## Главные тренеры

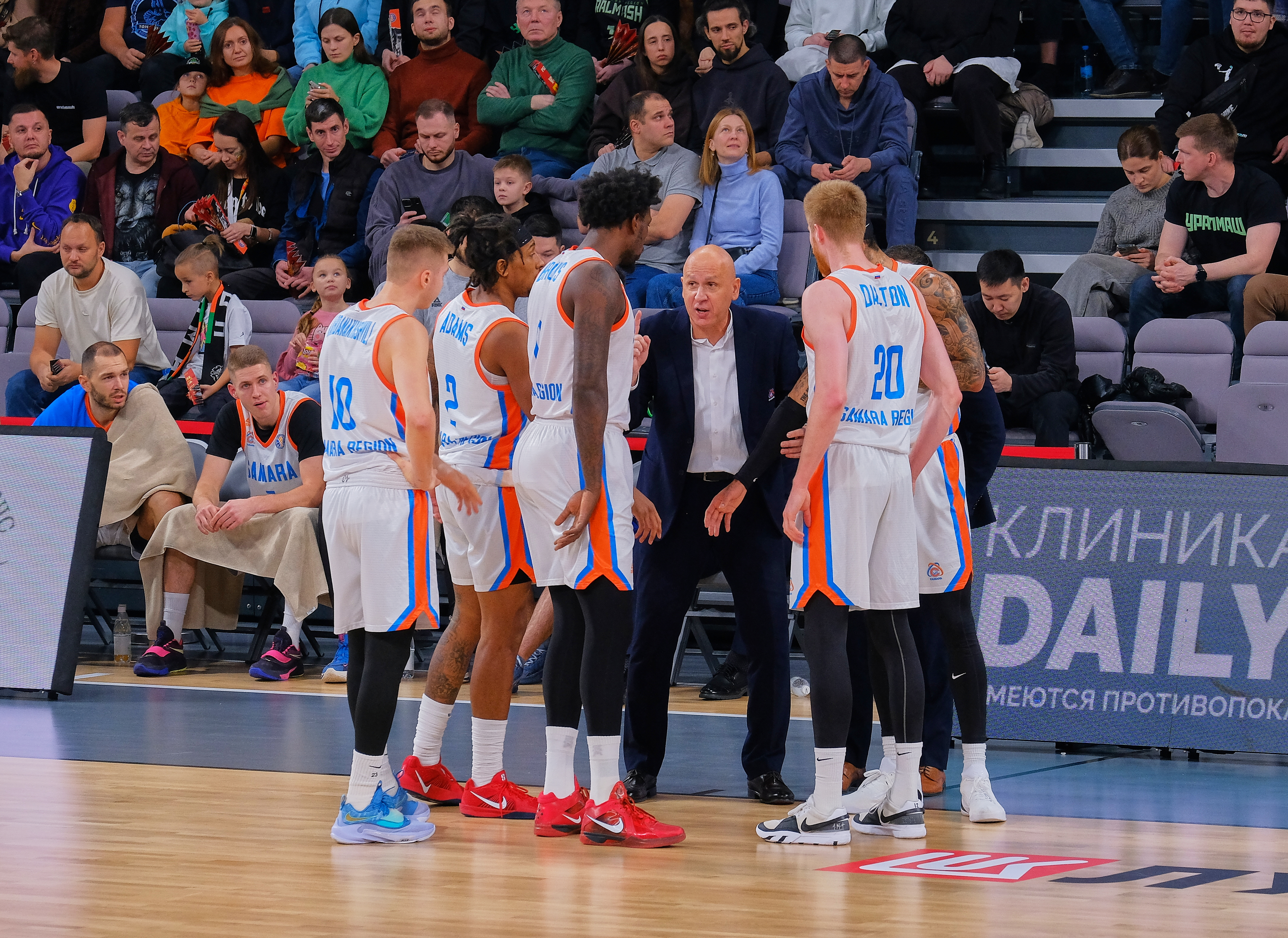
Дражен Анзулович во главе тренерского штаба (2024)

- 1976—1985 —  Генрих Приматов
- 1988—1996 —  Сергей Зозулин
- 1996—1998 —  Борис Соколовский
- 1998—1999 —  Юрий Селихов
- 1999—2002 —  Борис Соколовский
- 2002 —  Сергей Мокин
- 2002—2006 —  Олег Ким
- 2006—2009 —  Валерий Тихоненко
- 2012—2017 —  Сергей Зозулин
- 2017—2022 —  Игорь Грачёв
- 2022—2023 —  Сергей Базаревич
- 2023—2024 —  Дражен Анзулович[6]
- 2024—н.в. —  Владислав Коновалов[7]

## Текущий состав
| \| Поз. \| № \| Гражд. \| Имя \| Дата рождения (возраст) \| Рост \| Вес \| Звание \| \| ---- \| -- \| ------ \| ------------------ \| ------------------------- \| ------ \| ------ \| ------ \| \| РЗ \| 1 \| \| Андрей Сопин \| 7 июля 1997 (28 лет) \| 186 см \| 80 кг \| \| \| Ц \| 3 \| \| Никита Зверев \| 6 апреля 1994 (31 год) \| 210 см \| 115 кг \| \| \| РЗ \| 4 \| \| Никита Швечихин \| 23 сентября 2005 (19 лет) \| 193 см \| 80 кг \| \| \| РЗ \| 5 \| \| Георгий Маруфов \| 20 июня 2006 (19 лет) \| 195 см \| 83 кг \| \| \| ТФ \| 8 \| \| Глеб Голдырев \| 19 апреля 1993 (32 года) \| 201 см \| 105 кг \| \| \| ЛФ \| 11 \| \| Егор Амосов \| 23 января 2008 (17 лет) \| 197 см \| 88 кг \| \| \| ТФ \| 17 \| \| Иван Касьянов \| 15 июня 2005 (20 лет) \| 206 см \| 96 кг \| \| \| ЛФ \| 19 \| \| Егор Чирков \| 15 сентября 2005 (19 лет) \| 199 см \| 90 кг \| \| \| АЗ \| 23 \| \| Михаил Кулагин \| 4 августа 1994 (30 лет) \| 191 см \| 87 кг \| \| \| АЗ \| 30 \| \| Данила Чикарёв \| 28 июня 1999 (26 лет) \| 197 см \| 88 кг \| \| \| ТФ \| \| \| Данила Походяев \| 4 февраля 2001 (24 года) \| 202 см \| 105 кг \| \| \| РЗ \| \| \| Александр Кузнецов \| 13 марта 1998 (27 лет) \| 188 см \| 88 кг \| \| \| Ц \| \| \| Евгений Минченко \| 13 декабря 1994 (30 лет) \| 215 см \| 107 кг \| \| \| ЛФ \| \| \| Дмитрий Чебуркин \| 16 июня 1997 (28 лет) \| 200 см \| 90 кг \| \| \| РЗ \| \| \| Артем Чеваренков \| 12 марта 1996 (29 лет) \| 185 см \| 85 кг \| \| \| ЛФ \| \| \| Глеб Шейко \| 19 октября 1997 (27 лет) \| 200 см \| 90 кг \| \| | Главный тренер - Владислав Коновалов Ассистенты тренера - Игорь Грачёв - Илья Локтионов Легенда - (К) — Капитан команды Последнее изменение: 31 июля 2025 года |             |                    |                           |        |        |        |
| Поз. | № | Гражд.      | Имя                | Дата рождения (возраст)   | Рост   | Вес    | Звание |
| РЗ | 1 | Флаг России | Андрей Сопин       | 7 июля 1997 (28 лет)      | 186 см | 80 кг  |        |
| Ц | 3 | Флаг России | Никита Зверев      | 6 апреля 1994 (31 год)    | 210 см | 115 кг |        |
| РЗ | 4 | Флаг России | Никита Швечихин    | 23 сентября 2005 (19 лет) | 193 см | 80 кг  |        |
| РЗ | 5 | Флаг России | Георгий Маруфов    | 20 июня 2006 (19 лет)     | 195 см | 83 кг  |        |
| ТФ | 8 | Флаг России | Глеб Голдырев      | 19 апреля 1993 (32 года)  | 201 см | 105 кг |        |
| ЛФ | 11 | Флаг России | Егор Амосов        | 23 января 2008 (17 лет)   | 197 см | 88 кг  |        |
| ТФ | 17 | Флаг России | Иван Касьянов      | 15 июня 2005 (20 лет)     | 206 см | 96 кг  |        |
| ЛФ | 19 | Флаг России | Егор Чирков        | 15 сентября 2005 (19 лет) | 199 см | 90 кг  |        |
| АЗ | 23 | Флаг России | Михаил Кулагин     | 4 августа 1994 (30 лет)   | 191 см | 87 кг  |        |
| АЗ | 30 | Флаг России | Данила Чикарёв     | 28 июня 1999 (26 лет)     | 197 см | 88 кг  |        |
| ТФ | | Флаг России | Данила Походяев    | 4 февраля 2001 (24 года)  | 202 см | 105 кг |        |
| РЗ | | Флаг России | Александр Кузнецов | 13 марта 1998 (27 лет)    | 188 см | 88 кг  |        |
| Ц | | Флаг России | Евгений Минченко   | 13 декабря 1994 (30 лет)  | 215 см | 107 кг |        |
| ЛФ | | Флаг России | Дмитрий Чебуркин   | 16 июня 1997 (28 лет)     | 200 см | 90 кг  |        |
| РЗ | | Флаг России | Артем Чеваренков   | 12 марта 1996 (29 лет)    | 185 см | 85 кг  |        |
| ЛФ | | Флаг России | Глеб Шейко         | 19 октября 1997 (27 лет)  | 200 см | 90 кг  |        |